# Ogura Rō
Ogura Rō (jap. 小倉 朗; * 19. Januar 1916 in Kitakyūshū; † 26. August 1990) war ein japanischer Komponist und Autor.
Ogura hatte in Tokio und in Kamakura gewohnt. Er erlernte zuerst französische moderne Musik unter Fukai Shirō und Ikenouchi Tomojirō.
Dann studierte er unter Joseph Rosenstock (1895 bis 1985), wie man Symphonien von Beethoven dirigiert, und er entwickelte ein großes Interesse an der deutschen klassischen Musik. Er schrieb so viele Symphonien, dass er am Ende „Ogurahms“ genannt wurde. Später hatte er eine künstlerische Krise und zerstörte die meisten seiner Arbeiten.
Allmählich entwickelte er ein großes Interesse an Bartók. Schließlich entdeckte er seinen eigenen Stil und fing an, seine eigene Musik zu schreiben, beeinflusst durch japanische traditionelle Volkslieder und alte Kinderlieder. Er war auch ein begabter Autor, der mehrere Bücher veröffentlicht hat. Zum Ende seines Lebens war er auch ein leidenschaftlicher Maler, der Ölgemälde malte.
Er war ein Freund von Matsuya Minoru (1910–1995) und lehrte dessen Sohn Matsuya Midori (1943–1994) das Komponieren. Er war auch ein Lehrer von Zakōji Hiroaki (1958–1987).

## Arbeiten
- 1937 Sonatine für Klavier
- 1953 Tanz-Suite für zwei Klaviere
- 1953 Tanz-Suite für Orchester
- 1954 Streichquartett in B
- 1957 Fünf Sätze japanischer Volkslieder für Orchester
- 1958 Neun Stücke Kinderlieder der Tohoku-Region für Frauenchor a cappella
- 1959 Burleske für Orchester
- 1960 Sonatine für Violine und Klavier
- 1963 Sonatine für Streichorchester
- 1966 Komposition I für Klavier
- 1968 Komposition II für Klavier
- 1968 Symphonie in G
- 1971 Konzert für Violine und Orchester
- 1972 Komposition für Streichorchester
- 1975 Komposition in F# für Orchester
- 1977 Komposition für Flöte, Violine und Klavier
- 1980 Konzert für Violoncello und Orchester